# Грех (фильм, 2007)
«Грех» — российский фильм Станислава Митина. Премьера состоялась 2 декабря 2007 года.

## Сюжет
Отслужив в армии, Виктор Завьялов едет в деревню навестить могилу своего погибшего друга Сергея Синцова. В деревне Виктор знакомится с его матерью Верой Сергеевной и влюбляется в неё, несмотря на большую разницу в возрасте. Отношения Виктора и Веры Сергеевны вызывают яростное осуждение родни и односельсельчан. Виктор вынужден уехать из деревни в Петербург, где встречает свою бывшую невесту Вику. Виктор пытается забыть Веру Сергеевну, но не может…

## В ролях
| Актёр                | Роль            |
| -------------------- | --------------- |
| Лидия Вележева       | Вера Сергеевна  |
| Станислав Бондаренко | Виктор Завьялов |
| Ольга Онищенко       | Нюра            |
| Виталий Хаев         | Фёдор           |
| Анастасия Микульчина | Вика            |
| Роман Жилкин         | Бондарь         |
| Иван Стебунов        | Павел           |

## Съёмочная группа
- Автор сценария: Станислав Митин
- Режиссёр: Станислав Митин
- Оператор: Валерий Мюльгаут
- Композитор: Максим Кошеваров
- Художник: Валерий Шевченко